# Kratér
Et kratér (græsk: κρατήρ, kratēr, fra κεράννυμι, "at blande") er i græsk keramik et blandingskar til vand og vin. Under et symposion blev et kratér stillet midt i rummet. Karret er gerne så stort, at man kan øse vinen op i et mindre kar som en oinokhoe og derfra i gæsternes bægre. Kratérer er gerne rigt dekoreret på ydersiden og glaseret på indersiden. 
Der findes flere hovedtyper:
- Søjlekratér: Korinthisk form, som athenerne brugte. Ofte dekoreret med sortfigurmaleri.
- Kalyxkratér: Antagelig lavet af Exekias omkring 525 f.Kr.
- Volutkratér: Attisk form brugt gennem 300-tallet f.Kr.
- Klokkekratér: altid dekoreret med rødfigurmaleri.

- «Krigervasen», mykensk krater, 1200–1100 f.Kr.
- Korintisk søjlekratér, 575–550 f.Kr.
- Attisk klokkekrater, ca. 440–400 f.kr.
- Apulisk klokkekrater, ca. 330 f.Kr.